# Palau Ramon Montaner
Il Palau Ramon Montaner è un edificio modernista che si trova al numero 278 di Carrer Mallorca nella città di Barcellona, accanto all'Editorial Montaner i Simón.
Inizialmente, Ramon Montaner incaricò della realizzazione del palazzo l'architetto Josep Domènech i Estapà ma, a seguito di divergenze, passo l'incarico a Lluís Domènech i Montaner, parente del proprietario per il quale aveva già progettato l'edificio dell'Editorial Montaner i Simón. 
Tutta la parte superiore dell'edificio è decorata con grandi mosaici rappresentanti l'invenzione della stampa, con un gran fregio e con un'aquila scolpita in pietra. L'interno, così come la scala principale, presenta sontuose decorazioni scolpite in pietra, superbi lavori di ebanisteria e grandi vetrate.